# Мусь
Мусь (рос. Мусь, марій. Мусь) — присілок у складі Кілемарського району Марій Ел, Росія. Входить до складу Великокібеєвського сільського поселення.

## Населення
Населення — 27 осіб (2010; 47 у 2002).
Національний склад (станом на 2002 рік):
- росіяни — 87 %